# Ryszard Warot
Ryszard Warot (ur. 10 sierpnia 1979 w Warszawie) – polski klawiszowiec związany z nurtem disco polo.

## Życiorys
Karierę muzyczną rozpoczął w zespole Akcent jako klawiszowiec, do którego dołączył w maju roku 2000. Występował z Zenonem Martyniukiem na koncertach, a także w teledyskach. W 2019 roku do zespołu dołączył band, co spowodowało odejście Warota w 2023 roku.